# Mod Squad, i ragazzi di Greer
Mod Squad, i ragazzi di Greer (The Mod Squad) è una serie televisiva statunitense in 123 episodi trasmessi per la prima volta nel corso di 5 stagioni dal 1968 al 1973. È conosciuta in Italia anche con il titolo di Squadra speciale.
La serie ha avuto un sequel, in forma di film per la televisione, nel 1979, intitolato Tre come allora (The Return of Mod Squad), e un remake cinematografico nel 1999, intitolato Gli infiltrati (The Mod Squad).

## Trama
Il capitano Adam Greer assolda tre giovani che hanno problemi con la giustizia, Peter Cochran, Julie Barnes e Lincoln "Linc" Hayes, e offre loro la libertà in cambio del loro aiuto. I tre iniziano così a lavorare da infiltrati per la "Mod Squad", un'organizzazione segreta governativa che cattura i criminali e risolve i casi in maniera non convenzionale.
La serie ritrae una società multiculturale e tratta questioni di politica razziale, cultura della droga e controcultura giovanile di fine anni sessanta.

## Episodi
| Stagione         | Episodi | Prima TV USA |
| ---------------- | ------- | ------------ |
| Prima stagione   | 26      | 1968-1969    |
| Seconda stagione | 26      | 1969-1970    |
| Terza stagione   | 24      | 1970-1971    |
| Quarta stagione  | 24      | 1971-1972    |
| Quinta stagione  | 24      | 1972-1973    |

## Personaggi e interpreti
- Pete Cochran (stagioni 1-5), interpretato da Michael Cole.
- Linc Hayes (stagioni 1-5), interpretato da Clarence Williams III.
- Julie Barnes (stagioni 1-5), interpretata da Peggy Lipton.
- Capitano Adam Greer (stagioni 1-5), interpretato da Tige Andrews.

## Produzione
La serie fu prodotta da Thomas/Spelling Productions (società di Aaron Spelling e Danny Thomas) e girata negli studios della Paramount e negli studios della 20th Century Fox a Los Angeles in California. L'ideatore della serie è Buddy Ruskin, un ex poliziotto che aveva lavorato in precedenza da infiltrato per la squadra narcotici della polizia di Los Angeles.

### Registi
Tra i registi della serie sono accreditati:
- Gene Nelson (18 episodi, 1968-1971)
- Robert Michael Lewis (16 episodi, 1969-1972)
- Earl Bellamy (13 episodi, 1968-1971)
- George McCowan (11 episodi, 1968-1972)
- Jerry Jameson (10 episodi, 1969-1972)
- Philip Leacock (8 episodi, 1970-1972)
- Richard Newton (7 episodi, 1972-1973)
- Don McDougall (6 episodi, 1971-1973)
- Lawrence Dobkin (4 episodi, 1970-1972)
- Seymour Robbie (4 episodi, 1971-1972)
- Michael Caffey (3 episodi, 1968-1971)
- Jack Arnold (2 episodi, 1968-1969)
- Lee H. Katzin (2 episodi, 1968)
- Barry Shear (2 episodi, 1971-1972)
- John Llewellyn Moxey (2 episodi, 1971)
- William Crain (1 episodio, 1970-1971)

## Distribuzione
La serie fu trasmessa negli Stati Uniti dal 1968 al 1973 sulla rete televisiva ABC. In Italia è stata trasmessa dapprima con il titolo Squadra speciale e poi come Mod Squad, i ragazzi di Greer.
Alcune delle uscite internazionali sono state:
- Stati Uniti, 24 settembre 1968 (The Mod Squad)
- Germania Ovest, 31 luglio 1970 (Twen-Police)
- Paesi Bassi, 29 settembre 1970
- Regno Unito, 31 dicembre 1970
- Francia, 17 aprile 1971 (La nouvelle équipe)
- Spagna (Patrulla juvenil)
- Venezuela (El escuadrón audaz)
- Perù ("Patrulla Juvenil")
- Italia (Mod Squad, i ragazzi di Greer)

## Accoglienza
Nel 1997 l'episodio Mother of Sorrow è stato classificato al 95º posto da TV Guide nei 100 più grandi episodi di tutti i tempi.
La serie, di genere poliziesco, è stata definita "hippy-poliziesco" a causa delle tematiche affrontate, che coinvolgono il mondo della gioventà statunitense di fine anni settanta e la controcultura del periodo.